# Atanasoff-Berry-Computer

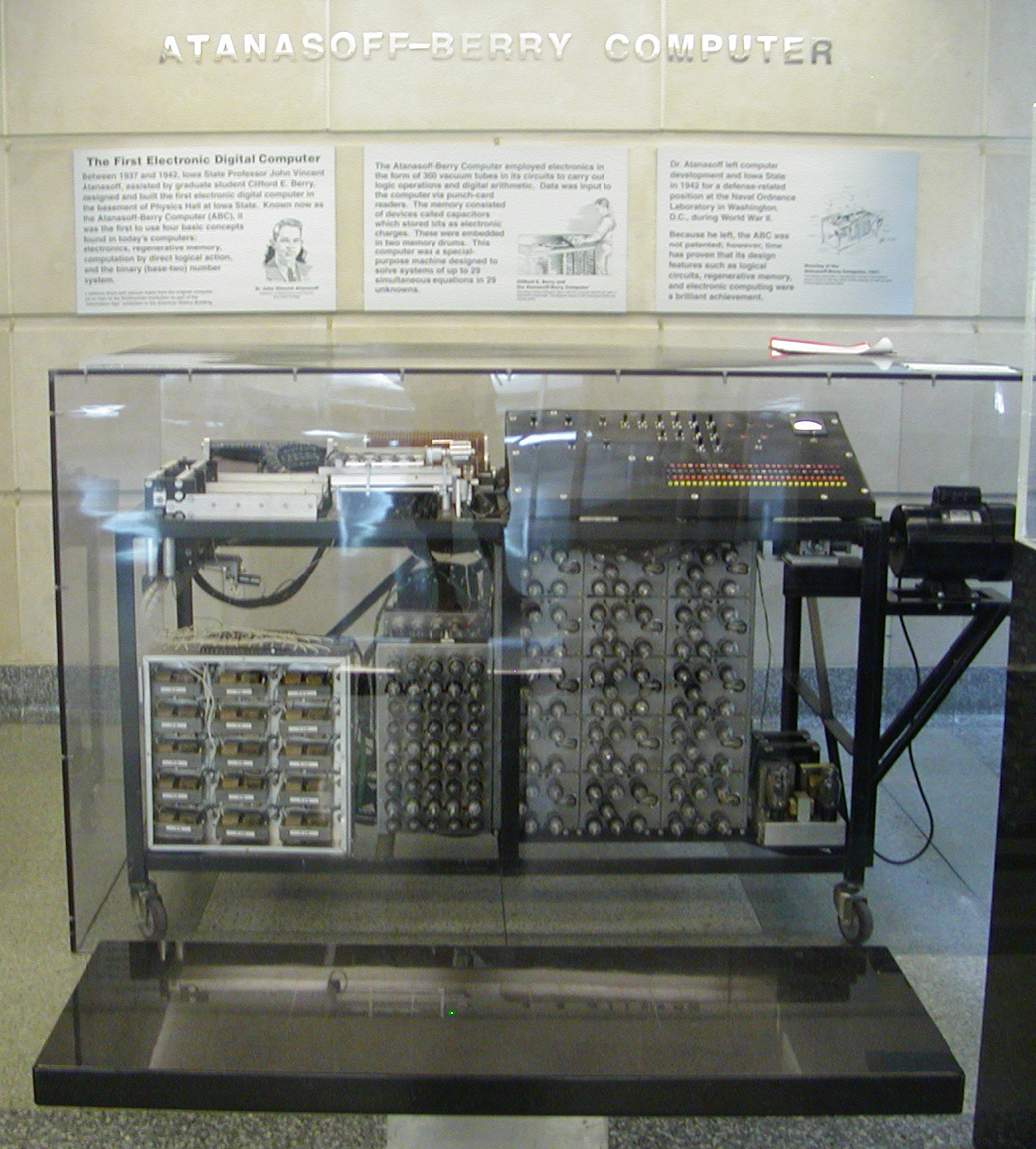
ABC-Nachbau im Durham Center, Iowa

Der Atanasoff-Berry-Computer („ABC“) war einer der ersten elektronischen Digitalrechner und wurde von John Atanasoff und Clifford Berry in den Jahren 1937–1941 am Iowa State College gebaut. Die Maschine basierte auf dem binären Zahlensystem. Ihr Zweck war das Lösen großer linearer Gleichungssysteme. Ein Computer im modernen Sinne war der ABC nicht, da er nicht frei programmierbar war.
Der 1937 konzipierte Röhrencomputer war in der Lage, gleichzeitig 29 lineare Gleichungen zu verarbeiten und wurde erfolgreich getestet. Als seine Erfinder 1942 aufgrund von Kriegseinsätzen die Universität verließen, war der Mechanismus allerdings immer noch unzuverlässig und störanfällig. Viele wichtige Elemente der modernen Computertechnik wurden im ABC das erste Mal eingesetzt, etwa Bausteine für binäre Arithmetik.
John Atanasoffs Arbeiten wurden erst in den 1960er Jahren einer breiten Öffentlichkeit bekannt. Zu diesem Zeitpunkt ging es in einem Patentstreit um die Frage, wer den ersten automatischen elektronischen Digitalrechner in den Vereinigten Staaten von Amerika entwickelt hatte. Als solcher wird zumeist der ENIAC gehandelt, allerdings entschied ein US-Bezirksgericht 1973 in einem umstrittenen, aber unangefochtenen Urteil, dass die ENIAC-Patente unwirksam wären, da der ABC als erster Computer zu betrachten sei.
Atanasoff wurde im Rahmen einer Zeremonie im Weißen Haus durch US-Präsident George H. W. Bush am 13. November 1990 die National Medal of Technology verliehen.

## Technik

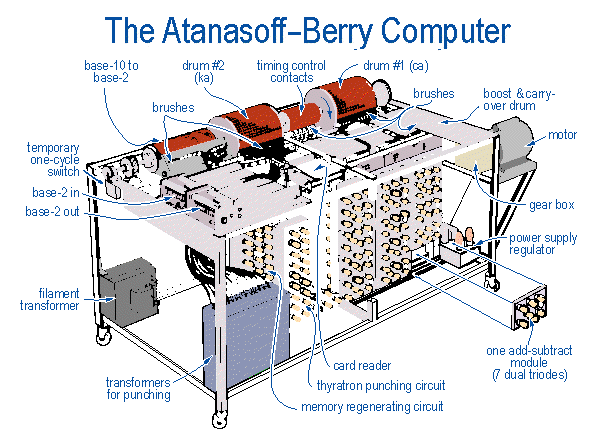
Schematische Darstellung des ABC

Auch wenn noch nicht alle Kriterien, die moderne Computer auszeichnen, erfüllt waren, so wurden doch drei wichtige Aspekte realisiert:
1. Keine mechanischen Teile (Schalter, Räder o. ä.) zur Durchführung der Berechnungen
2. Nutzung des binären Zahlensystems
3. Trennung von Berechnungseinheit und Speicher

Zur Datenhaltung wurden Trommelspeicher eingesetzt, die eine Speicherkapazität von insgesamt ca. 3000 Bits hatten. Pro Sekunde konnten ca. 30 Rechenoperationen (Additionen/Subtraktionen) durchgeführt werden.
Benutzereingaben erfolgten per Lochkarte, zur Ausgabe gab es eine Anzeige an der Vorderseite. Als Zwischenspeicher dienten Papierbahnen, die das Gerät beschreiben und wieder einlesen konnte, eine fehleranfällige Speichertechnik, denn da man noch keine Paritätsbits kannte, konnte man nicht erkennen, wann ein geschriebener Wert fehlerhaft wieder eingelesen wurde. Die Fehlerrate lag bei einem Fehler pro 100.000 Operationen.

## Replik
Der Original-ABC wurde entsorgt, als die Universität von Iowa den Keller, in dem er aufgebaut war, in Unterrichtsräume umwandelte. Alles, was übrig blieb, war eine einzelne Speichertrommel. 1997 gelang es einem Forscherteam des Ames Laboratory, welches sich auf dem Campus der Iowa State University befindet, einen funktionsfähigen Nachbau fertigzustellen. Mit dieser Replik wurden letzte Zweifel an ihrer Funktionsfähigkeit ausgeräumt. Die Kosten dieses Projektes beliefen sich auf 350.000 US-Dollar. Der neue ABC ist nun im Durham Center for Computation and Communication an der Iowa State University im Rahmen einer Dauerausstellung für die Öffentlichkeit zugänglich.

## Vergleich mit anderen frühen Computern
| Computermodell           | Land        | Inbetriebnahme | Gleitkomma- arithmetik | Binär | Elektronisch | Programmierbar                  | Turingmächtig                  |
| ------------------------ | ----------- | -------------- | ---------------------- | ----- | ------------ | ------------------------------- | ------------------------------ |
| Zuse Z3                  | Deutschland | Mai 1941       | Ja                     | Ja    | Nein         | Ja, mittels Lochstreifen        | über Umwege, nie genutzt       |
| Atanasoff-Berry-Computer | USA         | Sommer 1941    | Nein                   | Ja    | Ja           | Nein                            | Nein                           |
| Colossus                 | UK          | 1943           | Nein                   | Ja    | Ja           | Teilweise, durch Neuverkabelung | Nein                           |
| Mark I                   | USA         | 1944           | Nein                   | Nein  | Nein         | Ja, mittels Lochstreifen        | Ja                             |
| Zuse Z4                  | Deutschland | März 1945      | Ja                     | Ja    | Nein         | Ja, mittels Lochstreifen        | keine bedingte Sprunganweisung |
| Zuse Z4                  | Deutschland | um 1950        | Ja                     | Ja    | Nein         | Ja, mittels Lochstreifen        | Ja                             |
| ENIAC                    | USA         | 1946           | Nein                   | Nein  | Ja           | Teilweise, durch Neuverkabelung | Ja                             |
| ENIAC                    | USA         | 1948           | Nein                   | Nein  | Ja           | Ja, mittels Widerstandsmatrix   | Ja                             |